# Cantó de Moÿ-de-l'Aisne
El cantó de Moÿ-de-l'Aisne és un cantó francès del departament de l'Aisne, situat al districte de Saint-Quentin. Té 17 municipis i el cap és Moÿ-de-l'Aisne.

## Municipis
- Alaincourt
- Benay
- Berthenicourt
- Brissay-Choigny
- Brissy-Hamégicourt
- Cerizy
- Châtillon-sur-Oise
- Essigny-le-Grand
- Gibercourt
- Hinacourt
- Itancourt
- Ly-Fontaine
- Mézières-sur-Oise
- Moÿ-de-l'Aisne
- Remigny
- Urvillers
- Vendeuil

## Història
| Data d'elecció                           | Identitat             | Partit                     | Qualitat |
| ---------------------------------------- | --------------------- | -------------------------- | -------- |
| 1945-1951                                | M. Delelille          | PCF                        |          |
| 1951-19..                                | M. Thelliez           | radical                    |          |
| 19..-197.                                | M. Testu              | Divers droite              |          |
| 197.-1982                                | Jean-Claude Abrassart | CDP, després UDF           |          |
| 1982-2001                                | René Lahire           | CNI, després divers droite |          |
| 2001-2008                                | Pierre Claisse        | RPR, després UMP           |          |
| 2008-                                    | Frédéric Martin       | PS                         |          |
| les dades anteriors no són pas conegudes |                       |                            |          |
|                                          |                       |                            |          |

## Demografia
| A partir de 1990: Població sense dobles comptes |